# Zec de la Petite-Rivière-Cascapédia
Pour les articles homonymes, voir Cascapédia.
La Zec Petite-Rivière-Cascapédia est une zone d'exploitation contrôlée (zec) située dans le territoire non organisé de Rivière-Bonaventure, dans Bonaventure (municipalité régionale de comté), dans la région administrative Gaspésie-Îles-de-la-Madeleine, au Québec, au Canada. La principale vocation de la zec est la pêche au saumon.

## Géographie
La Zec Petite-Rivière-Cascapédia couvre le cours de la Petite rivière Cascapédia, en Gaspésie.

## Pêche au saumon
La Petite rivière-Cascapédia qui descend sur 120 km comprend 4 secteurs de pêche dans la zone de la zec. Quatre espèces y sont pêchées: saumon, truite, omble de fontaine (truite de mer) et chabot. La pêche sportive se fait à gué ou en canot, selon la convenance et les périodes de crue. Les amateurs peuvent s'adonner à la pêche sportive avec ou sans guide. À priori, les droits de pêche au saumon à la journée, à la perche et à la fosse sont attribués par tirage pour les secteurs contingentés. Puis les droits restants sont attribués avec ou sans réservation.
La zec offre l'hébergement en chalets au camp Mélançon, situé au lac Mélançon, près de la Petite rivière-Cascapédia. Les visiteurs de la zec peuvent aussi utiliser des services du camping aménagé. En sus, les visiteurs peuvent s'aventurer dans les sentiers pédestres et de vélo de montagne de la région; ils y découvrent des paysages uniques à ce secteur montagneux.

## Toponymie
Selon la Commission de toponymie du Québec, le terme "Cascapédia" figure dans 26 toponymes sur le territoire du Québec. Le plus grand nombre de ces toponymes se retrouvent dans la péninsule gaspésienne.
Le toponyme Zec Petite-Rivière-Cascapédia a été officialisé le 5 mars 1993 à la Banque des noms de lieux de la Commission de toponymie du Québec.